# Ministerio de Transportes (Brasil)
El Ministerio de los Transportes, Puertos y Aviación Civil de Brasil (en portugués, Ministério dos Transportes, Portos e Aviação Civil) es el órgano responsable del asesoramiento del presidente de la República para la ejecución y formulación de la política de transportes, puertos y aviación civil del país.

## Historia
El ministerio tuvo diversas denominaciones en el pasado:
- 1860 - 1891 — Secretaría de Estado de los Negocios de la Agricultura, Comercio y Obras Públicas.
- 1891 - 1906 — Ministerio de Industria, Vías y Obras Públicas.
- 1906 - 1967 — Ministerio de Vías y Obras Públicas.
- 1967 - 1990 — Ministerio de Transportes.
- 1990 - 1992 — Ministerio de Infraestructuras.
- De 10 de abril de 1992 a 19 de noviembre de 1992 — Ministerio de Transportes y Comunicaciones.
- De 19 de noviembre de 1992 a 12 de mayo de 2016 — Ministerio de Transportes.
- De 12 de mayo de 2016 hasta la actualidad - Ministerio de Transportes, Puertos y Aviación Civil.

## Competencias
Conforme a la ley nº 10.683/2003, las áreas de competencia del Ministerio son las siguientes:
1. Política nacional de transportes ferroviarios y acuaviarios.
2. Marina mercante y vías navegables (el Decreto 7.717/12, anexo I, artículo 1º, parte II habla también de "puertos fluviales y lacustres, exceptuados los otorgados a las compañías francas").
3. Participación en la coordinación de los transportes aéreos (el mencionado Decreto habla también de "servicios portuarios").

También conforme ley, en el párrafo 8º, son competencias del titular de la cartera ministerial:
1. la formulación, coordinación y supervisión de las políticas nacionales.
2. la participación en la planificación estratégica, el establecimiento de directrices para su implementación y la definición de las prioridades de los programas de inversiones.
3. la aprobación de los planes de obras.
4. el establecimiento de directrices para la representación de Brasil en los organismos internacionales y en convenciones, acuerdos y tratados referentes a los medios de transportes.
5. la formulación y supervisión de la ejecución de la política referente al Fondo de Marina Mercante, destinado a la renovación, recuperación y ampliación de la flota mercante nacional, junto a los ministerios de Hacienda, de Desarrollo, Industria y Comercio Exterior y de Planificación, Presupuesto y Gestión.
6. el establecimiento de directrices para el control de embarcaciones extranjeras y empresas brasileñas de navegación y para la liberación del transporte.

## Entidades vinculadas

### Agencias y Departamentos
- Agencia Nacional de Transportes Terrestres (ANTT)
- Agencia Nacional de Transportes Acuaviarios (ANTAQ)
- Departamento Nacional de Infraestructura de Transportes (DNIT)

### Empresas públicas
- Empresa de Planificación y Logística (EPL)
- VALEC

### Sociedades de economía mixta
- Compañía Docas de Maranhão (CODOMAR)